# Karl Henrik Boheman
Karl Henrik Boheman est un entomologiste suédois, né le 10 juillet 1796 à Jönköping et mort le 2 novembre 1868 à Stockholm.
Spécialiste des coléoptères et particulièrement des Chrysomelidae et de l'ordre Rhynchophora, il collabore notamment avec Carl Johann Schoenherr (1772-1848) dans son grand travail sur les Curculionidae.
Il fait paraître de nombreux travaux, parmi lesquels on peut citer Årsberättelse om framstegen i insekternas myria ach arachnidernas naturalhistoria under åren 1845 och 1846 (1847), Insecta Caffraria (deux volumes, 1848-1857), Monographia Cassididarum Holmiæ (quatre volumes, 1850-1862) et la neuvième partie, consacrée aux Cassidinae, dans Catalogue of coleopterous insects in the collection of the British Museum (1856).
Ses collections sont conservées au Muséum suédois d'histoire naturelle.